# Гуґо Долльгайзер
Гуґо Долльгайзер (нім. Hugo Dollheiser, 18 вересня 1927 — 7 жовтня 2017) — німецький хокеїст на траві.
Бронзовий призер Олімпійських Ігор 1956 року, учасник 1952 року.